# 石门毛蕨
石门毛蕨（学名：Cyclosorus shimenensis）为金星蕨科毛蕨属下的一个种。